# Куэнка-Минера (Уэльва)
Куэнка-Минера (исп. Cuenca Minera (Huelva))  — район (комарка) в Испании, входит в провинцию Уэльва в составе автономного сообщества Андалусия.

## Муниципалитеты
| Муниципалитет           | Население | Площадь км² | Плотность населения чел./км² |
| ----------------------- | --------- | ----------- | ---------------------------- |
| Беррокаль               | 377       | 126         | 2,99                         |
| Кампофрио               | 772       | 48          | 16,08                        |
| Эль-Кампильо            | 2.276     | 91          | 25,01                        |
| Ла-Гранада-де-Рио-Тинто | 222       | 44          | 5,05                         |
| Минас-де-Риотинто       | 4.401     | 24          | 183,375                      |
| Нерва (Уэльва)          | 5.947     | 55          | 108,13                       |
| Саламеа-ла-Реаль        | 3.516     | 240         | 14,65                        |